# Arlington (Georgie)
Arlington je město v Calhoun County, v Georgii, ve Spojených státech amerických. V roce 2011 žilo ve městě 1480 obyvatel.

## Demografie
Podle sčítání lidí v roce 2000 žilo ve městě 1602 obyvatel, 573 domácností, a 394 rodin. V roce 2011 žilo ve městě 682 mužů (46,1%), a 798 žen (53,9%). Průměrný věk obyvatele je 34 let.